# Špalíček (Chrudim)
Špalíček je empírový dům v Koželužské ulici u bývalého mlýnského náhonu v Chrudimi. Dům je od roku 1958 chráněn jako kulturní památka.

## Historie
Empírový dům Špalíček se svým zachovaným dispozičním řešením a zajímavými dobovými interiéry (schodiště) představuje doklad vyspělé předměstské zástavby v Chrudimi na sklonku 18. století.

## Popis

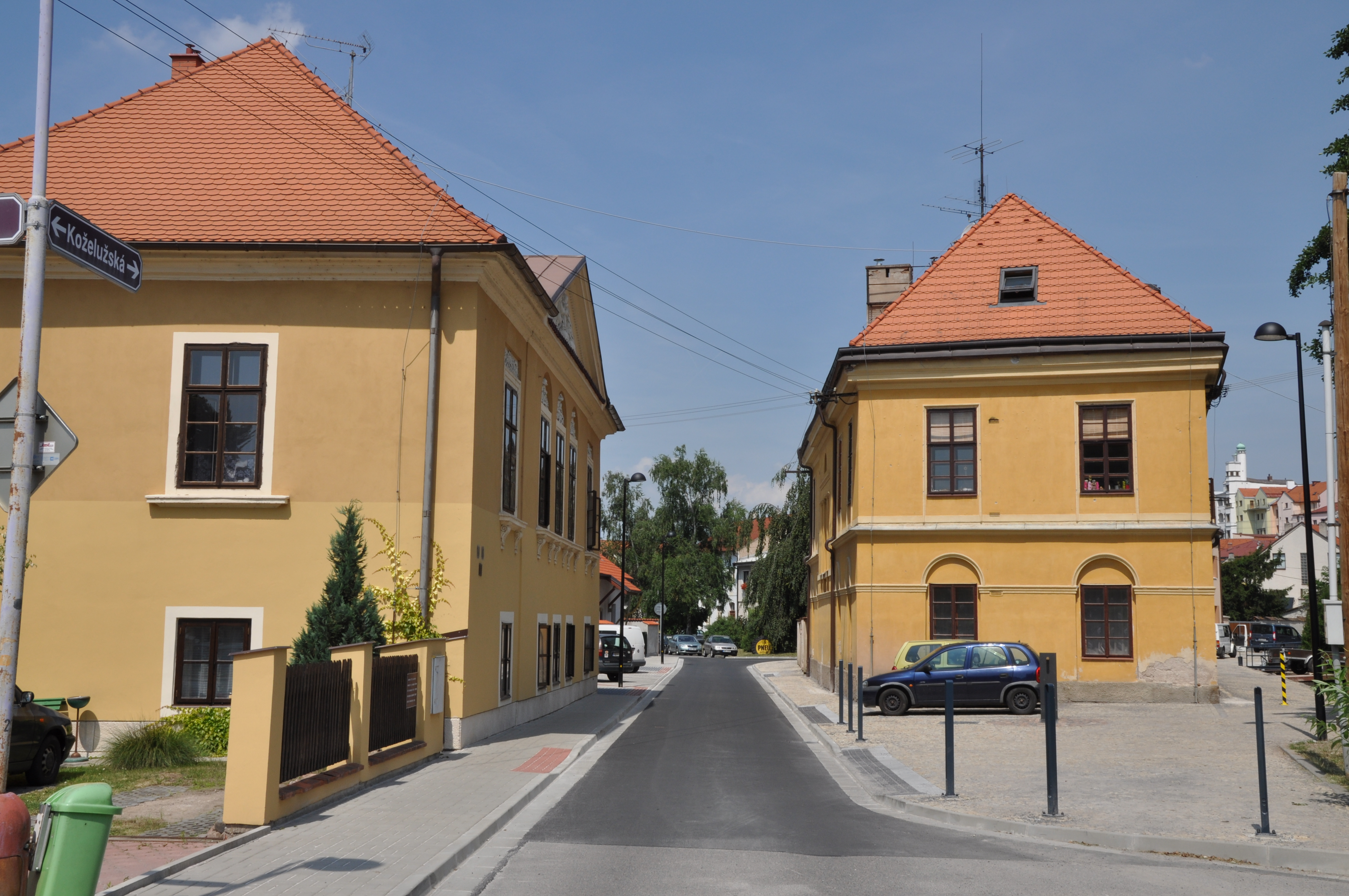
Špalíček v roce 2013

Špalíček je jednopatrová, trojtraktová izolovaná budova stojící u bývalého mlýnského náhonu. Dům je postaven na půdorysu mírně zkoseného lichoběžníka. Vstup do domu je ze dvora ze západní strany. Střecha je valbová, krytá pálenými taškami.
Okna v přízemí jsou osmitabulková, umístěna v mělkých nikách. Desetitabulková okna v patře mají úzké profilované šambrány. Mezi patry probíhá profilovaná římsa, rovněž tak pod střechou je vysoká profilovaná římsa. Střední část domu vytváří směrem do Koželužské ulice nízký rizalit. Dům je postaven z opukového zdiva, omítnut je vápennou omítkou zbarvenou do okrova. Římsy, šambrány a vyklenutí okenních nik na domě jsou zbarveny bíle.
V roce 2023 příspělo ministerstvo kultury ČR částkou 300 000 Kč na opravu fasády domu.